# Filip Zubčić
Filip Zubčić, né le 27 janvier 1993 à Zagreb, est un skieur alpin croate. spécialisé dans les disciplines techniques (slalom et slalom géant), il signe sa première victoire en Coupe du monde le 22 février 2020 en remportant le slalom géant de Naeba au Japon.

## Biographie
Membre du SK Koncar, il participe à des compétitions FIS depuis la saison 2008-2009 , où il dispute notamment le Festival olympique de la jeunesse européenne (11e du slalom) et fait sa première apparition en Coupe du monde en octobre 2012 à Sölden. Il obtient son premier résultat significatif en Coupe d'Europe en janvier 2013 avec une quatrième place en slalom.
Il découvre les Jeux olympiques lors de l'édition de 2014 à Sotchi avec comme résultat un abandon sur le slalom géant. 
C'est lors de l'hiver 2014-2015 qu'il marque ses premiers points en Coupe du monde, intégrant même le top 10 à Alta Badia avec une septième place sur le slalom géant. Il est ensuite treizième sur le slalom et seizième sur le slalom géant des Mondiaux de Beaver Creek.
Aux Jeux olympiques d'hiver de 2018, à Pyeongchang il finit 12e du combiné et 24e du slalom géant, mais ne termine ni le super G ni le slalom.
Après être monté sur son premier podium au cours de la saison 2019-2020 (2e du slalom géant d'Adelboden le 11 janvier), il signe sa première victoire sur les neiges japonaises de Naeba le 22 février 2020. 12e après la première manche du slalom géant, il se montre le plus rapide sur le deuxième tracé et s'impose devant Marco Odermatt et Tommy Ford. 
Filip Zubčić fait à nouveau partie des meilleurs mondiaux dans sa discipline en 2020-2021 avec six podiums et deux victoires (en décembre à Santa Caterina di Valfurva et fin février dans le premier des deux géants de Bansko) ce qui lui permet de finir pour la deuxième saison consécutive à la troisième place du classement du petit globe et d'obtenir sa meilleure place au général : cinquième. Le même hiver, il atteint la finale du parallèle aux championnats du monde de Cortina d'Ampezzo où il est battu par Mathieu Faivre, décrochant par conséquent la médaille d'argent, son premier podium à sa sixième participation aux Mondiaux de ski alpin. Il y est aussi quatrième lors du slalom géant.
En décembre 2021, il monte sur son premier podium dans la discipline du slalom, se classant troisième à Val d'Isère. Aux Jeux olympiques d'hiver de 2022 à Pékin, il prend la dixième place du slalom géant.

## Palmarès

### Jeux olympiques d'hiver
| Épreuve / Édition | Sotchi 2014 | Pyeongchang 2018 | Pékin 2022 |
| Slalom géant      | DNF         | 24e              | 10e        |
| Slalom            | -           | DNF              | 18e        |
| Super G           |             | DNF              | -          |
| Combiné           | -           | 12e              | -          |

### Championnats du monde
| Épreuve / Édition | Garmisch-Partenkirchen 2011      | Schladming 2013                  | Beaver Creek 2015                | Saint-Moritz 2017                | Åre 2019                         | Cortina 2021 | Courchevel 2023 |
| Slalom géant      | -                                | 28e                              | 16e                              | 19e                              | 19e                              | 4e           | 8e              |
| Slalom            | 30e                              | DNF                              | 13e                              | -                                | 26e                              | DNF          | 11e             |
| Super G           | -                                | -                                | -                                | 31e                              | 29e                              | -            | -               |
| Combiné alpin     | -                                | -                                | -                                | DNF                              | 40e                              | -            | -               |
| Parallèle         | Épreuve inexistante à cette date | Épreuve inexistante à cette date | Épreuve inexistante à cette date | Épreuve inexistante à cette date | Épreuve inexistante à cette date | Argent       | 31e             |

### Coupe du monde
- Meilleur classement général : 5e en 2021.
- Meilleur classement en slalom géant : 3e en 2020 et 2021.
- 12 podiums, dont 3 victoires.

#### Détail des victoires
| Saison / Épreuve | Slalom géant                      | Total |
| 2019-2020        | Naeba                             | 1     |
| 2020-2021        | Santa Caterina di Valfurva Bansko | 2     |
| Total            | 3                                 | 3     |

#### Classements par saison
| Saison / Épreuve | Saison / Épreuve | Général | Général | Descente | Descente | Super G | Super G | Slalom géant | Slalom géant | Slalom | Slalom | Combiné | Combiné | Parallèle | Parallèle |
| ---------------- | ---------------- | ------- | ------- | -------- | -------- | ------- | ------- | ------------ | ------------ | ------ | ------ | ------- | ------- | --------- | --------- |
| Saison / Épreuve | Saison / Épreuve | Class.  | Points  | Class.   | Points   | Class.  | Points  | Class.       | Points       | Class. | Points | Class.  | Points  | Class.    | Points    |
| 2014-2015        | 2014-2015        | 83e     | 72      | -        | -        | -       | -       | 25e          | 65           | 41e    | 16     | -       | -       | -         | -         |
| 2015-2016        | 2015-2016        | 78e     | 99      | -        | -        | -       | -       | 28e          | 85           | -      | -      | 32e     | 14      | -         | -         |
| 2016-2017        | 2016-2017        | 75e     | 85      | -        | -        | -       | -       | 26e          | 73           | -      | -      | 32e     | 12      | -         | -         |
| 2017-2018        | 2017-2018        | 68e     | 89      | -        | -        | -       | -       | 21e          | 89           | -      | -      | -       | -       | -         | -         |
| 2018-2019        | 2018-2019        | 60e     | 112     | -        | -        | -       | -       | 52e          | 8            | 27e    | 62     | 12e     | 42      | -         | -         |
| 2019-2020        | 2019-2020        | 14e     | 475     | -        | -        | -       | -       | 3e           | 368          | 32e    | 63     | 30e     | 16      | -         | -         |
| 2020-2021        | 2020-2021        | 5e      | 764     | -        | -        | -       | -       | 3e           | 606          | 24e    | 132    | -       | -       | 10e       | 26        |
| 2021-2022        | 2021-2022        | 23e     | 310     | -        | -        | -       | -       | 14e          | 158          | 22e    | 145    | -       | -       | 24e       | 7         |
| 2022-2023        | 2022-2023        | 28e     | 248     | -        | -        | -       | -       | 10e          | 201          | 27e    | 76     | -       | -       | -         | -         |
| 2023-2024        | 2023-2024        | 10e     | 466     | -        | -        | -       | -       | 3e           | 402          | 28e    | 64     | -       | -       | -         | -         |